# Injectiespuit

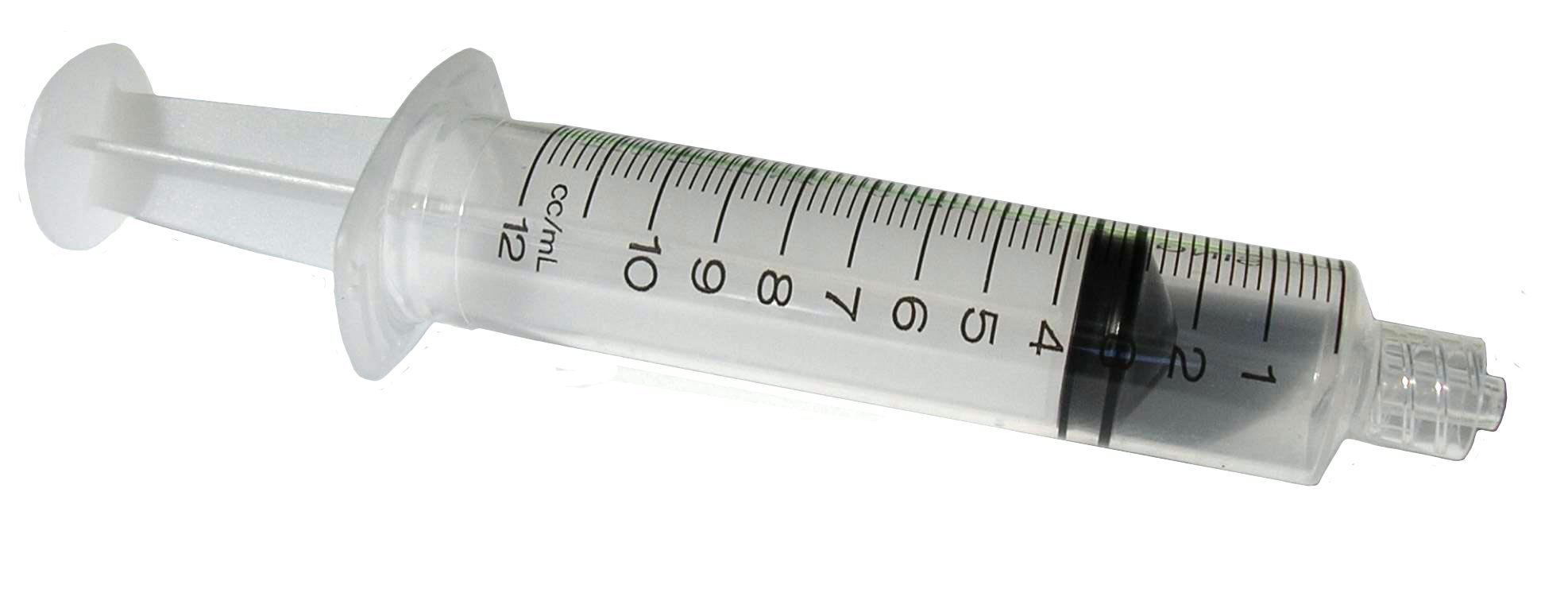
Driedelige injectiespuit met Luer-lock

Een injectiespuit is een medisch instrument dat in 1853 is uitgevonden door de Schotse arts Alexander Wood (1817-1884).
De spuit bestaat uit een kunststof of glazen cilinder met aan de ene kant de conus, dit is de tip waarop een injectienaald wordt bevestigd en aan de andere zijde een goed aansluitende plunjer, ook wel stamper of zuiger genoemd. Door het trekken aan de plunjer wordt de injectievloeistof via een aangebrachte optrek- of (over)hevelnaald uit een ampul (flacon) opgezogen in het reservoir. Vervolgens wordt na het aanprikken door het duwen met de plunjer de vloeistof via een nieuw aangebrachte canule (injectienaald) in het lichaam geïnjecteerd.

## Soorten

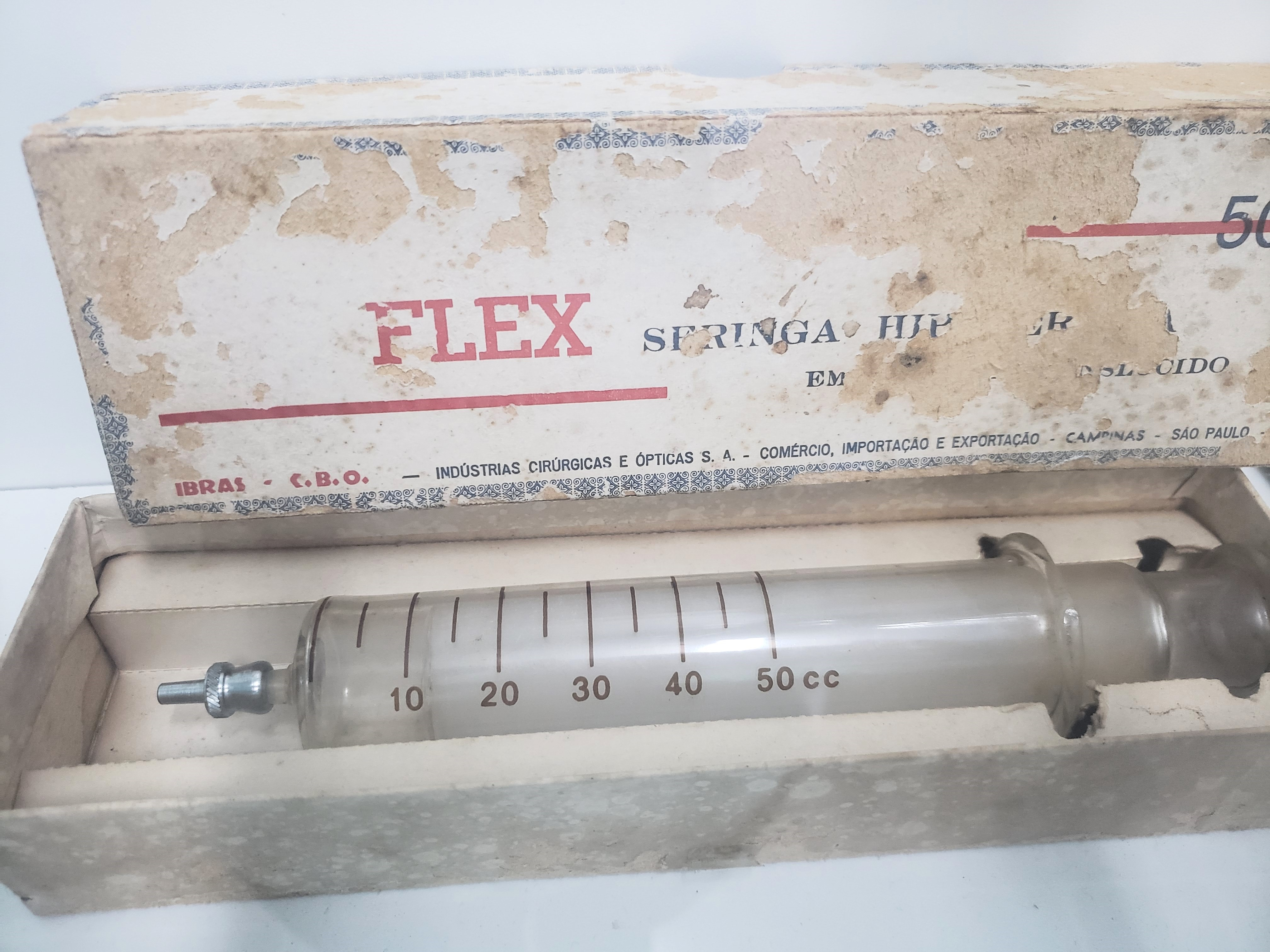

Injectiespuiten zijn onder te verdelen in twee- en driedelige spuiten. Beide uitvoeringen bestaan uit een cilinder met een specifieke maatverdeling en een plunjer (met drukknop achteraan). De cilinder vormt één geheel met de conus. Een driedelige spuit heeft als extra een rubber gesiliconiseerd afsluitdopje wat op de plunjer is bevestigd. 
Dit rubber afsluitdopje zorgt voor: 
- een goede afdichting tussen cilinder en plunjer
- een soepele beweging van de plunjer.

Injectiespuiten zijn verkrijgbaar met twee typen aansluitingen voor een naald, ofwel met een Luer-Lock (verbinding met schroefdraad) ofwel met een Luer-slip (zonder schroefdraad).
Injectiespuiten bestaan in een aantal maten.